# 崔余庆
崔余庆（？—？），雍州咸阳县（今陕西省咸阳市）人，祖籍博陵郡安平县（今河北省衡水市安平县），出自博陵崔氏的博陵第二房，唐朝官员。

## 生平
崔余庆在唐高宗时期官至定襄都督府司马。显庆元年（656年），崔余庆的哥哥崔敦礼患病，唐高宗敕令崔余庆侍奉崔敦礼。
显庆五年四月戊辰（661年），唐高宗以定襄都督阿史德枢宾、左武候将军延陀梯真、居延州都督李含珠都出任冷岍道行军总管，各自率领部下兵马讨伐叛乱的奚族，又诏令尚书右丞崔余庆持节总督三部兵马，奚族害怕，派出使者请求投降，斩杀奚王匹帝。
龙朔三年六月十五日（663年7月25日），唐高宗对左肃机崔余庆说:“尚书台的尚书，是各方面事务汇总的地方，分列官员，执掌相关部门。事无大小，都要用心，至于各种杂物，都需要详尽描述来源出处。近来官府不以留意，致使征收税赋的出处都不详，远方百姓的劳苦很厉害。做官如此，怎能不惭愧？从今以后不能再这样。”
总章二年（669年）九月，唐高祖诏令吐谷浑慕容诺曷钵部落移居凉州南部，靠近山脉安置，当时有人担心吐蕃以旧日恩怨再度攻击吐谷浑，唐高祖诏令左相姜恪、右相阎立本、左卫大将军契苾何力、司戎少常伯崔余庆、左卫将军郭待封、司元少常伯许圉师等人议论，谋划首先出兵攻击吐蕃。
崔余庆后官至兵部尚书。

## 家庭

### 祖父
- 崔仲方，隋朝礼部尚书、固安公[8]

### 父亲
- 崔民焘，唐朝赠予定州刺史[8]

### 兄弟姐妹
- 崔敦礼，唐朝太子少师、同中书门下三品、固安县公

### 夫人
- 清淇县主[8]

### 子女
- 崔遵业，夔州司马
- 崔绍业，秋宣郎中
- 崔氏，嫁尚书比部员外郎卢昭道[8]